# 鄭家輝
鄭家輝，香港的電台節目主持，日本通，於1998年至2005年間為商業電台《是日本人鄭家輝》的節目主持人。他早年在九龍愛民邨成長，就讀鄧鏡波學校。

## 著作
- 鄭家輝. . 香港: 星島出版有限公司. 2008年. ISBN 9789626727225.